# Ibán Pérez
Ibán Pérez Manzanares (ur. 13 listopada 1983 w Barcelonie) – hiszpański siatkarz, reprezentant kraju, grający na pozycji atakującego.
Od 2010 roku jego żoną jest peruwiańska siatkarka Vanessa Palacios. W 2014 roku przyszedł na świat ich syn Isac.

## Sukcesy klubowe
Mistrzostwo Hiszpanii:
- 2003, 2004, 2008, 2010
- 2011, 2012
- 2009

Superpuchar Hiszpanii:
- 2002, 2003, 2007, 2008, 2009, 2010, 2011

## Sukcesy reprezentacyjne
Liga Europejska:
- 2007
- 2009, 2010, 2011
- 2005, 2012

Mistrzostwa Europy:
- 2007

Igrzyska Śródziemnomorskie:
- 2009

## Nagrody indywidualne
- 2008: MVP Superpucharu Hiszpanii
- 2009: MVP Superpucharu Hiszpanii
- 2010: Najlepszy punktujący Mistrzostw Świata
- 2012: Najlepszy atakujący Ligi Europejskiej[7]